# Stanice duchů v Paříži

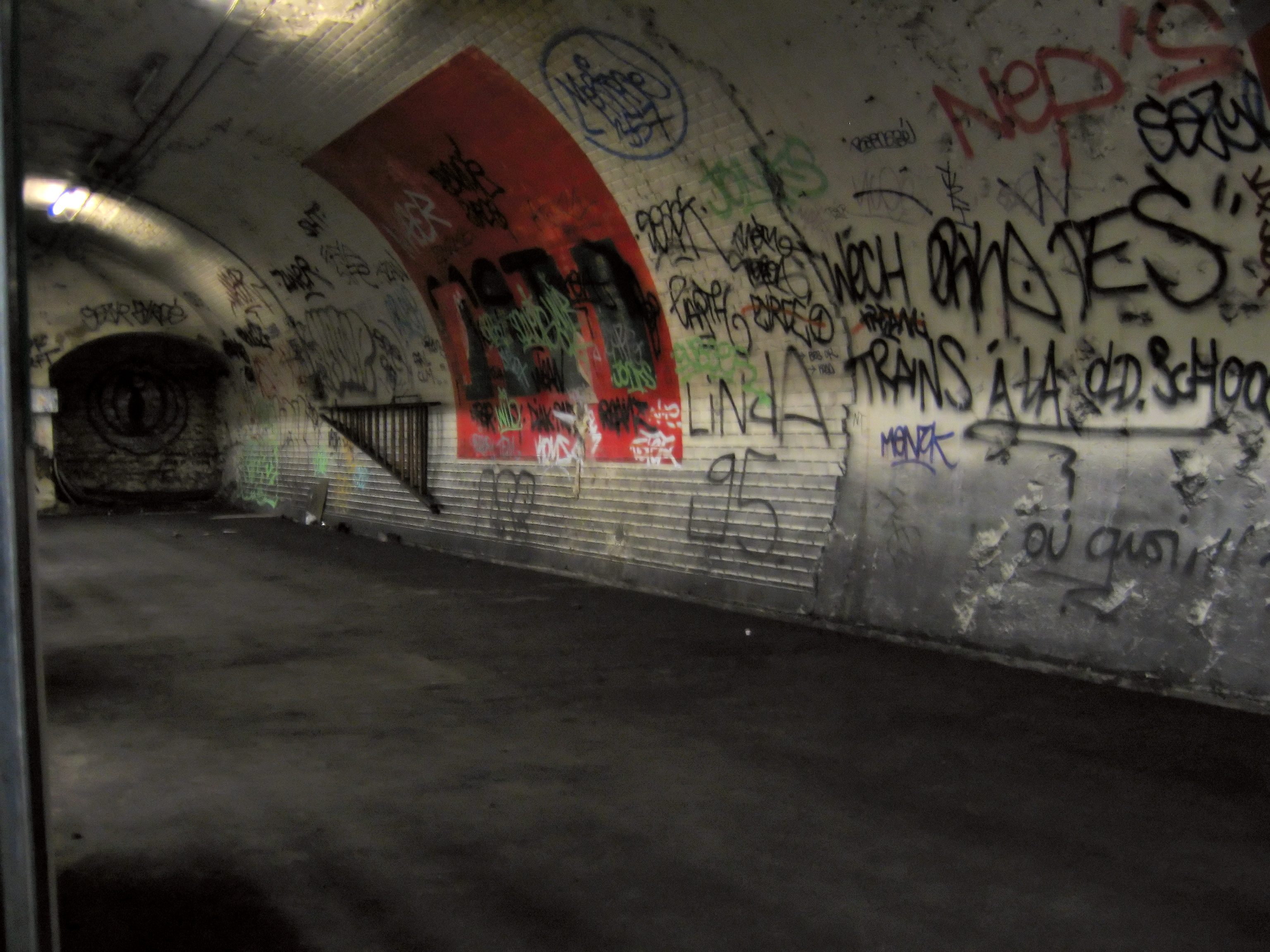
Nikdy neotevřená stanice Haxo

Stanice duchů v Paříži jsou stanice zdejšího metra, které jsou z historických nebo ekonomických důvodů uzavřeny pro veřejnost. Nejvíce stanic bylo uzavřeno po vypuknutí druhé světové války v září 1939 a několik z nich zůstalo zavřených i po jejím skončení. Další dvě stanice byly sice postaveny, ale nikdy nebyly otevřeny pro veřejnost a nemají ani přístup na ulici. Tři další byly navrženy, ale nikdy nebyly dokončeny.

## Stanice nikdy neotevřené
Dvě stanice pařížského metra byly téměř dokončeny již v meziválečném období, ale kvůli změnám v trasách linek nebyly nikdy zprovozněny: Porte Molitor (linka 9 a 10) a Haxo (linka 3bis a 7bis). Jsou přístupné jen při mimořádných příležitostech, např. během dnů evropského dědictví.
Porte Molitor byla postavena na spojnici mezi linkami 9 a linka 10 nazývané „trať Murat“ a měla původně sloužit jako posilový spoj po skončení sportovních zápasů na stadionu Parc des Princes. Protože by byl provoz příliš komplikovaný, bylo od projektu upuštěno a vstupy do stanice nebyly nikdy postaveny. Koleje na trati slouží jako depo vlaků.
Obdobně spojuje kolej nazývaná „trať Fêtes“ stanice Place des Fêtes na lince 7bis a Porte des Lilas na lince 3bis s mezistanicí Haxo. Tato jednokolejná trať byla určena ke spojení obou linek, ale nakonec bylo rozhodnuto o změnách v sítích tratí a kolej byla pro veřejnost uzavřena v roce 1939. Stanice Haxo nikdy do provozu nebyla uvedena a externí přístup nikdy nebyl postaven. Stanice Haxo a nepoužívané nástupiště ve stanici Porte des Lilas budou otevřeny v případě, že dojde k plánovanému spojení linek 3bis a 7bis.

## Stanice uzavřené a znovu otevřené
Po vypuknutí druhé světové války a následné mobilizaci zaměstnanců pařížských dopravních podniků bylo uzavřeno mnoho stanic. V provozu zůstalo pouhých 85 stanic. Naprostá většina uzavřených stanic byla po válce znovu otevřena, ne však všechny. Některé zůstaly uzavřeny kvůli nízké rentabilitě nebo krátké vzdálenosti se sousedními stanicemi. Přesto však bylo několik otevřeno postupně v následujících desetiletích: Varenne (linka 14, dnes linka 13) 24. prosince 1962, Bel-Air (linka 6) 7. ledna 1963, Rennes (linka 12) 20. května 1968 a Liège (linka 13) 16. září 1968. Tyto dvě stanice však měly omezenou otevírací dobu - byly uzavřeny již po 20. hodině a během nedělí a svátků. Na stanici Rennes byla běžná provozní doba zavedena až 6. září 2004 a na Liège 4. prosince 2006. Stanice Cluny (linka 10) byla otevřena až 17. února 1988 u příležitosti zprovoznění linky RER B a její stanice Saint-Michel - Notre-Dame kvůli přestupu na linku 10. Při té příležitosti byla přejmenována na Cluny - La Sorbonne.
Výjimku tvoří stanice Saint-Martin na (lince 8), která byla sice po osvobození opět otevřena, ale posléze v roce byla opět uzavřena, neboť se nacházela příliš blízko sousední stanice Strasbourg - Saint-Denis (jejich vstupy na ulici se nacházely ve vzdálenosti pouhých 100 metrů).

## Stanice uzavřené
Několik stanic zůstalo uzavřeno po válce již natrvalo, a to rovněž z důvodu přílišné blízkosti vedlejší stanice. Takto byly zrušeny stanice Arsenal (linka 5), Champ de Mars (linka 8) a Croix-Rouge (linka 10).
Dvě jiné stanice jsou sice otevřené, ale mají pro veřejnost uzavřená nástupiště. Porte des Lilas (linka 3bis) má nástupiště, odkud vede neveřejná trať do stanice Place des Fêtes. Toto nástupiště se využívá pro natáčení filmů nebo reklam. Na stanici Invalides je po její přestavbě nepoužívané nástupiště linky 8.

## Spojené stanice
Během prodloužení linky 3 do stanice Gallieni, byla stanice Martin Nadaud spojena se stanicí Gambetta kvůli jejím přemístění západním směrem. Stanice stále existuje, jedná se o prodloužení dnešní stanice Gambetta ve směru Pont de Levallois – Bécon oddělené mříží.

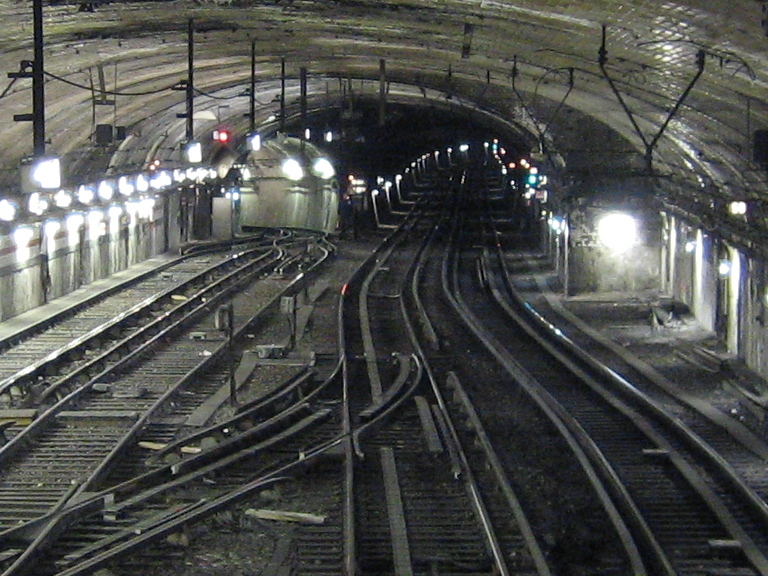
Pohled do bývalé stanice Porte de Versailles. Nástupiště byla odstraněna, takže pouze dlažba na stropě ukazuje na bývalou stanici.

## Stanice přesunuté
Čtyři stanice byly přemístěny kvůli výstavbě linek. Jejichž původní nástupiště byla opuštěna a pod stejným názvem o něco dále přeložena kvůli prodloužení tratě. Stanice Porte de Versailles na lince 12 byla posunuta asi o 100 metrů jižním směrem v roce 1930 při přípravách na prodloužení linky. Prostor bývalé stanice byl využit jako depo.
Konečná stanice Victor Hugo linky 2 byla posunuta o 100 metrů na východ, protože se začaly používat delší vozy metra a zakřivení smyčky neumožňovalo jejich průjezd.
Smyčka na stanici Porte Maillot (bývalá konečná linky 1) přestala být používána po prodloužení trasy do Pont de Neuilly.
Stanice Les Halles (linka 4) byla přesunuta v roce 1977 na několik desítek metrů na východ, aby se umožnil lepší přístup k nově budované stanici RER. Po původní stanici nezůstaly řádné stopy.

## Stanice plánované
Další tři stanice byly plánované, ale jejich definitivní realizace nakonec neproběhla. Dvě stanice ve čtvrti La Défense  a jedna na Letišti Orly.
Stanice Orly-Sud pod letištním terminálem jih byla plánována již v roce 1959 jako konečná linky 7, která měla být na letiště postupně prodloužena od dnešní stanice Villejuif – Louis Aragon. Toto rozšíření bylo ale odloženo a nakonec nerealizováno, takže stanice nebyla nikdy dostavěna.
Další dvě stanice zůstaly v hrubé stavbě ve čtvrti La Défense, kam bylo v 70. letech plánováno prodloužit linku 1 od stanice Pont de Neuilly. Měly zde vzniknout stanice La Defense - Michelet a Élysées La Défense. V roce 1992 byl původní projekt přehodnocen a zvolena levnější varianta, při které trať vedla po mostě nad Seinou místo tunelem pod ní. Pro novou trasu, která je dnes v provozu, byla místo La Défense - Michelet vybudována stanice Esplanade de la Défense a Élysées La Défense nahradila La Défense. V podzemí tak zůstaly pouze prázdné prostory.

## Stanice s novým účelem
Některé stanice nebo jejich části po svém uzavření získaly náhradní využití. Stanice Gare du Nord USFRT sloužila do roku 1942 jako konečná linky 5. Po prodloužení linky na sever vedla trať jiným směrem a stanice byla zrušena a je využívána jako výcvikové středisko řidičů RATP. Uzavřené nástupiště stanice Porte des Lilas na lince 3 slouží k natáčení filmů odehrávajících se v pařížském metru. Rovněž smyčka v bývalé konečné linky 3 Villiers slouží jako tréninkové centrum RATP. Smyčka na stanici Porte Maillot se od roku 2007 využívá jako dílny pro přípravu automatizovaného metra na lince 1. Stanice Olympiades byla využívána jako dočasné dílny linky 14 před prodloužením tunelu směrem k Maison Blanche a vytvoření definitivních dílen v blízkosti. Stanice Saint-Martin sloužila jako útulek pro bezdomovce, v současnosti část stanice využívá Armáda spásy už pouze přes den.